# Lưu trữ năng lượng

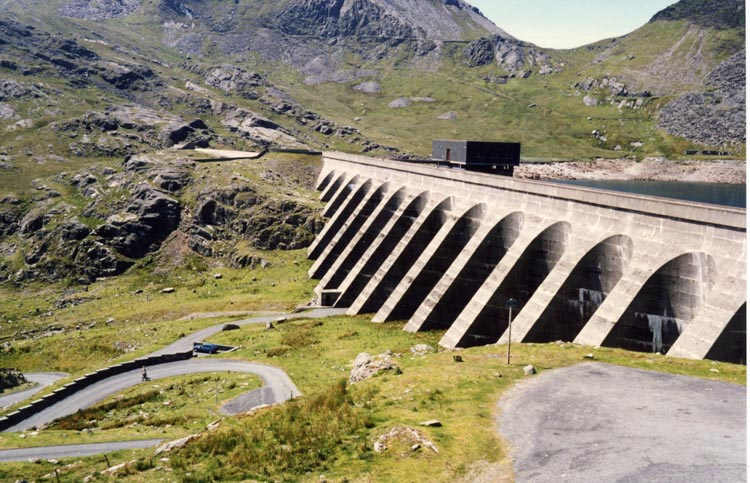
Đập Llyn Stwlan của Chương trình lưu trữ bơm Ffestiniog ở Wales. Nhà máy điện thấp hơn có bốn tuabin nước có thể tạo ra tổng cộng 360 MW điện trong vài giờ, một ví dụ về lưu trữ và chuyển đổi năng lượng nhân tạo.

Lưu trữ năng lượng là thu giữ năng lượng được sản xuất tại một thời điểm để sử dụng sau đó. Một thiết bị lưu trữ năng lượng thường được gọi là ắc quy hoặc pin. Năng lượng có nhiều dạng bao gồm bức xạ, hóa học, thế năng hấp dẫn, thế năng điện, điện, nhiệt độ cao, nhiệt ẩn và động học. Lưu trữ năng lượng liên quan đến việc chuyển đổi năng lượng từ các hình thức khó lưu trữ sang các hình thức lưu trữ thuận tiện hơn hoặc kinh tế hơn.
Một số công nghệ cung cấp lưu trữ năng lượng ngắn hạn, trong khi những công nghệ khác có thể tồn tại lâu hơn nhiều. Lưu trữ năng lượng lớn hiện đang bị chi phối bởi các đập thủy điện, cả thông thường cũng như được bơm.
Ví dụ phổ biến về lưu trữ năng lượng là pin sạc, dự trữ năng lượng hóa học có thể chuyển đổi thành điện năng để vận hành điện thoại di động. Đập thủy điện, lưu trữ năng lượng trong hồ chứa nước dưới dạng thế năng hấp dẫn và bể chứa nước đá, nơi lưu trữ băng đông lạnh với giá rẻ hơn năng lượng vào ban đêm để đáp ứng nhu cầu làm mát ban ngày khi cao điểm. Các nhiên liệu hóa thạch như than đá và xăng lưu trữ năng lượng cổ đại có nguồn gốc từ ánh sáng mặt trời bởi các sinh vật sau đó chết, bị chôn vùi và theo thời gian sau đó được chuyển đổi thành các dạng nhiên liệu này. Thực phẩm (được chế tạo theo cùng quy trình với nhiên liệu hóa thạch) là một dạng năng lượng được lưu trữ ở dạng hóa chất.